# Sumina Wieś
Sumina Wieś – przystanek kolejowy we wsi Sumina w powiecie rybnickim (województwo śląskie). Według klasyfikacji PKP ma kategorię dworca lokalnego. Uruchomiony został już w 1986 roku (bądź w 1985 roku).

## Ruch pasażerski
| Rok  | Wymiana pasażerska na dobę |
| ---- | -------------------------- |
| 2017 | 20-49                      |
| 2022 | 50-99                      |